# Exogone gambiae
Exogone gambiae är en ringmaskart som beskrevs av Lanera, Sordino och San Martín 1994. Exogone gambiae ingår i släktet Exogone och familjen Syllidae. Inga underarter finns listade i Catalogue of Life.